# Брюне
Вижте пояснителната страница за други значения на Брюне.
Брю̀не (на норвежки: Bryne) е град в Южна Норвегия. Разположен е на около 5 km на север от брега на Северно море във фюлке Ругалан на 25 km южно от Ставангер. Главен административен център на община Тиме. Основан е през 1878 г. когато тук е построена жп гарата. Получава статут на град на 1 януари 2001 г. В миналото е бил мелничарски център. Известен е с рок фестивала „Ранглерок Фестивал“. Население от 9627 жители според данни от преброяването през 2009 г.

## Спорт
Представителният футболен отбор на града носи името ФК Брюне. Играл е в най-горните две нива на норвежкия футбол.